# Limnacis
Limnacis is een geslacht van wantsen uit de familie van de waterlopers (Hydrometridae). Het geslacht werd voor het eerst wetenschappelijk beschreven door Germar & Berendt in 1856.

## Soorten
Het genus bevat de volgende soorten:

- Limnacis hoffeinsi Popov, 1996
- Limnacis succini Germar & Berendt, 1856